# Bayhead (North Uist)
Bayhead, schottisch-gälisch: Ceann a’ Bhaigh, ist ein Weiler auf der schottischen Hebrideninsel North Uist, die zu den Äußeren Hebriden zählt. Historisch lag er in der traditionellen Grafschaft Inverness-shire.
Die Ortschaft liegt an der Westküste North Uists am Kopf der namensgebenden Bucht gegenüber der kleinen Kirkibost Island. Rund sieben Kilometer nordwestlich befindet sich mit dem Kap Aird an Runair der westliche Punkt North Uists. Bayhead geht über in die Streusiedlungen Knockline im Süden und Claddach Knockline im Südwesten. Die von North Uist aus sämtliche Inseln Uists verbindende A865 erschließt die Ortschaft.

## Geschichte
Historisch war Bayhead eine Croftersiedlung. Auf der regionalen Karte der Ordnance Survey aus dem Jahre 1881 sind 23 bedachte, ein teilweise bedachtes und fünf unbedachte Gebäude verzeichnet, von denen eines als Schule gekennzeichnet ist. 1972 wurden mindestens 28 bedachte, vier teilweise bedachte und fünf unbedachte Gebäude verzeichnet. Bayhead war der Standort dreier Kirchengebäude, von denen die von der Free Church of Scotland (Continuing) betriebene Paible Free Church als Kirche genutzt wird und denkmalgeschützt ist.
Bayhead ist Standort einer modernen Grund- und weiterführenden Schule.